# Іспанія на літніх Олімпійських іграх 1900
Іспанія дебютувала на літніх Олімпійських іграх 1900 і була представлена 9 спортсменами, у чотирьох видах спорту. 

## Медалісти

### Золото
|   |                                               |                            |
| № | Спортсмени                                    | Вид спорту (дисципліна)    |
| 1 | Франсіско Вільйота, Хосе де Амесола-і-Аспісуа | Баскська пелота (чоловіки) |

## Результати змагань

### Академічне веслування
Курсивом виділено рульового
| Змагання                       | Спортсмени                                                                                   | Раунд 1   | Раунд 1 | Півфінал   | Півфінал   | Фінал      | Фінал      |
| Змагання                       | Спортсмени                                                                                   | Результат | Місце   | Результат  | Місце      | Результат  | Місце      |
| ------------------------------ | -------------------------------------------------------------------------------------------- | --------- | ------- | ---------- | ---------- | ---------- | ---------- |
| Одинаки                        | Антоніо Вела Віво                                                                            | DNF       | DNF     | не пройшов | не пройшов | не пройшов | не пройшов |
| Розпашні четвірки зі стерновим | Хуан Кампс Мас Орестес Кінтана Рікардо Маргаріт Кальвет Хосе Форміка Корсі Антонио Вела Віво |           |         | 6:38.4     | 2          | не пройшов | не пройшов |

### Баскська пелота
| Змагання | Спортсмени                                   | Фінал                                  | Місце |
| Змагання | Спортсмени                                   | Суперник Результат                     | Місце |
| -------- | -------------------------------------------- | -------------------------------------- | ----- |
| Чоловіки | Франсіско Вільйота Хосе де Амесола-і-Аспісуа | Моріс Дюркеті/Етчегарай (FRA) перемога | 1     |

### Кінний спорт
| Змагання         | Спорстсмен                 | Результат | Місце |
| ---------------- | -------------------------- | --------- | ----- |
| Почтові перегони | Луїс Антоніо де Гуадалміна | невідомо  | 5–51  |

### Фехтування
| Змаганяя | Спортсмен              | Раунд 1 | Чвертьфінал | Додатковий раунд | Півфінал   | Фінал      | Втішний фінал |
| Змаганяя | Спортсмен              | Місце   | Місце       | Місце            | Місце      | Місце      | Місце         |
| -------- | ---------------------- | ------- | ----------- | ---------------- | ---------- | ---------- | ------------- |
| Шпага    | Маурісіо Понсе ле Леон | 3-6     |             |                  | не пройшов | не пройшов |               |
| Рапіра   | Маурісіо Понсе ле Леон | пройшов | вибув       | вибув            | не пройшов | не пройшов | не пройшов    |
| Шабля    | Маурісіо Понсе ле Леон | 1-4     |             |                  | 5-8        | не пройшов |               |